# Амасти
Амасти (ингуш. Амасти) — ингушская овсяная каша на простокваше, ингушское национальное блюдо.

## История
Блюдо является традиционным для ингушей с глубокой древности. Популярность имело круглогодично. Обычно подавалось на завтрак.
Употребление ингушами амасти описано в историческом романе Идриса Базоркина «Из тьмы веков».

## Приготовление
Для приготовления необходимо нагреть до высокой температуры простоквашу. После чего мелкими порциями добавляют овсяные хлопья. На медленном огне, постоянно перемешивая, доводят до готовности, затем добавляют раскрошенный творог и масло. Подают в тарелках.

## Разновидности
В ингушской кухне есть несколько разных видов Амасти:
- Кислый, без добавления соли.
- Сладкий, с добавлением сахара вместо соли.